# 3486 Fulchignoni
3486 Fulchignoni (1984 CR) là một tiểu hành tinh vành đai chính được phát hiện ngày 5 tháng 2 năm 1984 bởi Bowell, E. ở Flagstaff (AM).